# Socjologizm
Socjologizm – kierunek w socjologii, jedno z odgałęzień pozytywizmu.
Ogólnie socjologizm określany jest jako teoria, według której socjologia jest nauką zdolną do samodzielnego wyjaśniania faktów społecznych, a nawet będąca w stanie rozwiązać wszelkie problemy filozoficzne i moralne.